# Masha e Orso
Masha e Orso (in russo Маша и Медведь?, Maša i Medved') è una serie animata russa iniziata nel 2009, ispirata a una fiaba tradizionale russa.
Sono stati anche realizzati quattro spin-off della serie: I racconti di Masha, Le storie di paura di Masha, Masha e Orso filastrocche per tutti e Le canzoni di Masha.

## Storia
Liberamente ispirata ai personaggi del folclore russo, Masha e Orso è realizzata in CGI dallo studio russo di animazione Animaccord, nome che appare su oggetti utilizzati dai personaggi della serie, come il pianoforte e il frigorifero di Orso. Il programma di animazione e rigging utilizzato è Autodesk Maya. I personaggi principali sono una bambina, Masha, e un orso, Orso. La serie venne trasmessa in prima visione sul canale pubblico Rossija 1 nel contenitore Buonanotte, ragazzi!. Dal novembre 2009, la serie animata è stata pubblicata in DVD in Russia. Dal 2015 la serie è uscita in DVD anche in Italia, distribuita da Koch Media.
In Italia la serie è distribuita da Dall'Angelo Pictures ed è approdata in prima visione su Rai 2 il 24 dicembre 2011 alle 20:00. In seguito viene trasmessa dal 2013 su Rai YoYo e in replica su DeAJunior dal 2014. L'episodio Ricetta per un disastro è stato incluso nel Guinness dei primati come il video animato più visto su YouTube.

## Personaggi

### Personaggi principali

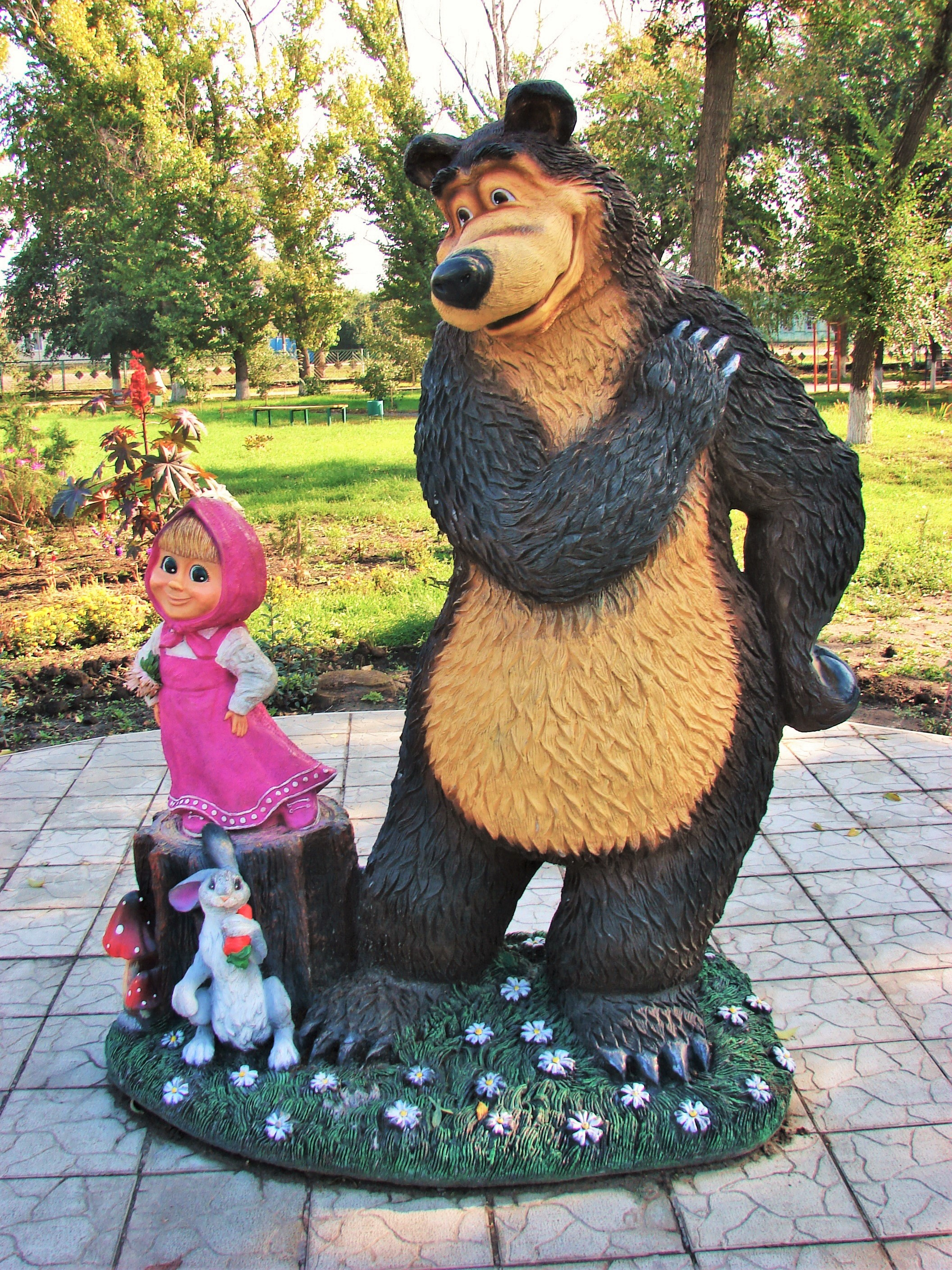
Una scultura di Masha e Orso situata a Elan', città dell'oblast' di Volgograd.

Masha
Protagonista femminile della serie, è una bambina piccola e bionda con gli occhi verdi, irrequieta e testarda, che si caccia in situazioni divertenti. Indossa un abitino tradizionale russo color fucsia (il sarafan) con un foulard sulla testa e in quasi tutte le puntate è l'unico personaggio che parla. Vive in una casa sperduta nella taiga, vicino a una fermata della ferrovia Mosca-Pechino (Mosca-Alaska nell'adattamento con alfabeto latino), ma la sua famiglia non compare mai. Un sentiero oltre la linea ferroviaria conduce alla casa di Orso e lei va spesso a trovarlo. Entusiasta di ogni scoperta e di ogni novità, con la sua intraprendenza e la sua vivacità combina spesso dei guai, ma non lo fa con malanimo: infatti se ne rende conto quando Orso la rimprovera e talvolta cerca di rimediare, a volte con risultati al di sopra delle aspettative. Nonostante si approfitti spesso del carattere bonario di Orso, imponendogli i suoi capricci, gli è comunque molto affezionata. Nell'edizione originale russa è doppiata da Alina Kukuškina (st.1-2), Varya Sarantseva (st.3-5), Yulia Zunikova (st.5-in corso). Nell'edizione italiana è doppiata da Luca Tesei (st.1), da Sara Tesei (st.2-3, Le storie di paura di Masha e I racconti di Masha), Tiffany Alexander (Le storie di paura di Masha ed. Netflix), Sofia Fronzi (st.4, voce, st.5), Lisa Zammit Lupi (st.4, canto), Luna Massari (st.6-in corso) e Alessia Leone (Masha e Orso - Racconto d'inverno).
Orso
È il protagonista maschile della serie e Masha si rivolge a lui chiamandolo proprio "Orso", talvolta anche Miška (Мишка) nell'edizione originale, diminutivo di Michail (Михаил), nomignolo folcloristico dell'orso. In passato è stato un orso da circo, ma ora vive in una casa isolata nella foresta, ricavata in un grande tronco d'albero ma arredata e dotata di elettrodomestici e di ogni tipo di comodità, proprio come nelle case degli esseri umani nella vita reale. Ha un'andatura bipede e atteggiamenti antropomorfi, sa leggere e scrivere, ma non parla, come tutti gli altri animali del cartone. Si esprime con ruggiti in tonalità diverse, e parla soprattutto a gesti. Risulta ben comprensibile e le sue espressioni comunicano il suo stato d'animo. Ha molti hobby come cucinare, pescare con la canna, occuparsi dell'orto e il giardino, guardare le partite di calcio in TV, e bere il tè che prepara con l'acqua calda del suo amato samovar. Appassionato di lettura, ha un'ampia libreria con manuali e romanzi. Mostra diverse abilità: pittura, musica e molta manualità. Inoltre è bravissimo come artista circense: giocoliere e prestidigitatore (a volte la prestidigitazione si trasforma in magia vera e propria grazie a un baule su cui è scritta la formula magica Hocus Pocus e contenente oggetti da mago che sembrano funzionare veramente). In casa ha molte testimonianze della sua vita circense: foto, manifesti e trofei ai quali tiene molto. Ama molto il miele e nel suo giardino sono presenti molte arnie, che spesso nel corso degli episodi cadono con effetto domino. Orso è molto affezionato alla bambina, sebbene cerchi spesso di evitarla o tenerla impegnata per avere un po' di tranquillità. Nei confronti di Masha è una figura quasi paterna: si occupa di lei e ne sopporta i capricci con rassegnazione e nonostante spesso ne sia esasperato, tiene i suoi digrigni per sé. Qualche volta in preda all'esasperazione, ulula come un lupo. Quando però Masha combina guai che possono nuocere alla salute di entrambi, la mette in castigo confinandola faccia al muro.

### Personaggi secondari
Gli animali non hanno nomi e a parte Orso, di solito Masha non si rivolge a loro con un appellativo, eccetto che con il coniglio chiamato "coniglietto" e con Rosie, il maiale dell'aia. 
- Gli animali dell'aia

Un cane, una capretta, un maiale di nome Rosie, nel primo episodio anche tre galline. Vivono fuori dalla casa di Masha, e si nascondono quando lei esce di casa desiderosa di giocare con qualcuno.
- Rosie: la più importante tra i quattro, in alcuni episodi ha un ruolo autonomo senza gli altri tre. Solitamente Masha la traveste da bebè, chiamandola "il mio dolce piccolino", e cerca in ogni modo di nutrirla vedendola troppo magra, a contraddizione della sua natura di porcellina. Quando la bambina non la disturba adora stendersi al sole ad ascoltare la musica. Ha una pozzanghera di fango che apparentemente sembra poco profonda, ma in realtà lo è molto, tant'è che la usa come piscina o per nascondersi da Masha nelle sue profondità.
- Caprone: di solito se ne sta tranquillo a brucare.
- Cane: bianco a macchie marroni, di una razza non definita. Solo nel primo episodio morde Orso quando egli ha portato a casa Masha.
- Galline: sono tre galline che si sono viste solo nel primo episodio della serie.

- Coniglio

Tra gli animali del bosco è quello più vicino ai due protagonisti. È molto amico di entrambi, nonostante cerchi spesso di rubare le carote dall'orto di Orso (sentendosi offeso perché troppo impaziente nel coltivare le carote e perciò cacciato in passato da lui). Si esprime a volte con versi incomprensibili o risate e quando è spaventato si può sentire un trillo. Anche altri conigli vivono nel bosco e hanno tutti lo stesso aspetto.
- Lupi

I due lupi, uno più grasso e l'altro più piccolo e magro e apparentemente più astuto; si sentono a volte ululare l'uno all'altro. In molte puntate convivono pacificamente con gli altri personaggi, mentre in altre cercano invano di cacciare i conigli o perfino Masha. Vivono in una vecchia autoambulanza abbandonata su una collina, che spesso viene coinvolta negli eventi e, nonostante non abbia un motore funzionante, spostata o usata come pronto soccorso dalla piccola comunità. Sono spesso a corto di cibo, arrendendosi a mangiare delle mosche e farfalle o progettare dei piani allo scopo di ripulire il frigorifero di Orso.
- Orsa

Semi-antropomorfa come Orso e la sua amica d'infanzia fin dall'elementari. Lui ne è innamorato, ma solitamente non riesce a conquistarla, anche se a volte lei gli ha mostrato della simpatia per i suoi tentativi, nonostante apparentemente manifesti un carattere un po' altero. A causa di Masha, spesso Orso si trova in situazioni un po' imbarazzanti di fronte a lei, la quale reagisce portandosi alla bocca una zampa per mascherare un risolino.
- Scoiattoli

Hanno tutti lo stesso aspetto e solitamente sono indaffarati a procurarsi cibo nel bosco. Se disturbati, si difendono lanciando delle pigne.
- Ricci

Hanno tutti lo stesso aspetto e mantengono quasi sempre l'andamento quadrupede. Talvolta trasportano oggetti infilzati negli aculei.
- Orso forzuto

È un orso dal collare, dal fisico palestrato e caratterialmente uno spaccone, che litiga a volte con Orso specie per far mostra di sé davanti a Orsa. È particolarmente antipatico a Masha.
- Tigre

È una tigre, amico di Orso fin dai tempi in cui i due lavoravano insieme al circo. Vive lontano, ma in alcuni episodi va a far visita all'amico.
- Dasha

È la cugina di Masha, vive in città ed è molto più ordinata di quest'ultima; come aspetto è pressoché identica a Masha ma ha capelli argentei, occhi azzurri, occhiali viola e un abito rosso da scolara. È molto matura ed educata.
- Panda

È un panda maggiore amico di Orso, e ha un'età vicina a quella di Masha. Viene dalla Cina e a volte arriva in treno per far visita all'amico. Masha decide subito di fare amicizia con lui, ma immediatamente tra i due si viene a creare una forma di rivalità che li porta a competere. Successivamente mantengono un rapporto competitivo ma, se la situazione lo richiede, si coalizzano. Caratterialmente appare gentile e compìto, se non sta rivaleggiando con Masha. È ghiotto di bambù ed esperto di cucina cinese.
- Pinguino

Una cucciola di pinguino, probabilmente un pinguino imperatore, è stata trovata da Masha nella foresta quando era ancora nell'uovo e dopo essere stata covata da Orso va a vivere in Antartide. Considera quest'ultimo suo padre e Masha una sorella e in alcuni episodi torna a trovarli con il suo aereo, che non è altro che un aeroplano monoposto giocattolo.
- Api

Sono le api che abitano nelle arnie di Orso. Quando quest'ultimo va in letargo ripone gli alveari nello sgabuzzino. Solo quando vengono disturbate lo sciame esce e si comporta come se fosse un corpo unico, capace anche di afferrare oggetti.
- Gatto

È un disinfestatore di topi. Si è visto per la prima volta nella terza stagione nell'episodio Come Gatto e Topo.

## Episodi
Sono stati prodotti 130 episodi della serie principale, suddivisi in cinque stagioni da 26 episodi oppure in dieci stagioni a seconda delle trasmissioni, più 26 episodi de I racconti di Masha, 26 de Le storie di paura di Masha, 26 de Filastrocche per tutti e 13 de Le canzoni di Masha (che corrisponde alla quarta stagione della serie principale). Inoltre sono presenti tre episodi speciali di Natale dalla durata di circa 2 minuti.

## Film
Utilizzando episodi all'epoca non ancora trasmessi in Italia, è stato realizzato un film dal titolo Masha e Orso amici per sempre, uscito il 23 dicembre 2015; gli otto episodi inclusi sono: Ciak si gira (42), Salto nel passato (48), Super Masha (43), La febbre del ballo (46), Il grido della vittoria (47), Un caso per Masha (45), Va in onda il varietà (49), Ci vediamo presto (52). Un altro film, dal titolo Masha e Orso - nuovi amici, è uscito il 1º gennaio 2017 e ha contenuto gli episodi dal cinquantatreesimo (Il ritorno di Masha) al cinquantottesimo (Come gatto e topo). Entrambi i film sono distribuiti da Warner Bros.
Ci sono stati altri film non trasmessi in Italia.

## Versioni internazionali
| Paese         | Canale/i                                                                                                | Lingue                                     | Titolo                                         | Voce di Masha |  |
| ------------- | --- | ------------------------------------------ | ---------------------------------------------- | --- |  |
| Russia        | Rossija 1, Multimania, Detski, Мult, RTR-Planeta, Karusel, Kultura, RTS, Pervyj Kanal, Rossijia-K, Tiji | originale                                  | Маша и Медведь (Maša i Medved')                | Alina Kukuškina (Stagione 1-2, I racconti di Masha, Le storie di paura di Masha, Canzoni per bambini (Un episodio)) Varvara Szarantseva (Stagione 3, I racconti di Masha, Edizione Calcio, Canzoni per bambini (Episodi 2-6)) Anastasiya Radik (Stagione 4, Le canzoni di Masha (Episodi 2-13)) Yulia Zunikova (Stagione 5-in corso, Canzoni per bambini (episodio 7-in corso)) |  |
| Bielorussia   | RTR-Belarus                                                                                             | originale                                  | Маша і Мядзведзь                               | Alina Kukuškina (Stagione 1-2, I racconti di Masha, Le storie di paura di Masha, Canzoni per bambini (Un episodio)) Varvara Szarantseva (Stagione 3, I racconti di Masha, Edizione Calcio, Canzoni per bambini (Episodi 2-6)) Anastasiya Radik (Stagione 4, Le canzoni di Masha (Episodi 2-13)) Yulia Zunikova (Stagione 5-in corso, Canzoni per bambini (episodio 7-in corso)) |  |
| Kazakistan    | Khabar, El Arna                                                                                         | originale                                  | Маша мен Аю                                    | Alina Kukuškina (Stagione 1-2, I racconti di Masha, Le storie di paura di Masha, Canzoni per bambini (Un episodio)) Varvara Szarantseva (Stagione 3, I racconti di Masha, Edizione Calcio, Canzoni per bambini (Episodi 2-6)) Anastasiya Radik (Stagione 4, Le canzoni di Masha (Episodi 2-13)) Yulia Zunikova (Stagione 5-in corso, Canzoni per bambini (episodio 7-in corso)) |  |
| Estonia       | ETV, ETV2                                                                                               | originale (con sottotitoli in estone)      | Maša ja Karu                                   | Alina Kukuškina (Stagione 1-2, I racconti di Masha, Le storie di paura di Masha, Canzoni per bambini (Un episodio)) Varvara Szarantseva (Stagione 3, I racconti di Masha, Edizione Calcio, Canzoni per bambini (Episodi 2-6)) Anastasiya Radik (Stagione 4, Le canzoni di Masha (Episodi 2-13)) Yulia Zunikova (Stagione 5-in corso, Canzoni per bambini (episodio 7-in corso)) |  |
| Indonesia     | antv | originale (con sottotitoli in indonesiano) | Masha dan Beruang                              | Alina Kukuškina (Stagione 1-2, I racconti di Masha, Le storie di paura di Masha, Canzoni per bambini (Un episodio)) Varvara Szarantseva (Stagione 3, I racconti di Masha, Edizione Calcio, Canzoni per bambini (Episodi 2-6)) Anastasiya Radik (Stagione 4, Le canzoni di Masha (Episodi 2-13)) Yulia Zunikova (Stagione 5-in corso, Canzoni per bambini (episodio 7-in corso)) |  |
| Ucraina       | Inter, К1, К2, 1+1, ТЕТ, Pixel tv, PlusPlus, Enterfilm                                                  | originale, ucraino                         | Маша i Ведмiдь                                 | Galina Dubok (Stagione 1-4), Yesenia Seleznyova (Stagione 5-in corso) |  |
| Regno Unito   | Cartoonito                                                                                              | inglese                                    | Masha and the Bear                             | Elsie Fisher, Rebecca Bloom (stagione 2-in corso) |  |
| Stati Uniti   | Sprout/Universal Kids                                                                                   | inglese                                    | Masha and the Bear                             | Elsie Fisher, Rebecca Bloom (stagione 2-in corso) |  |
| Australia     | ABC3 | inglese                                    | Masha and the Bear                             | Elsie Fisher, Rebecca Bloom (stagione 2-in corso) |  |
| India         | Disney Channel                                                                                          | inglese                                    | Masha and the Bear                             | Elsie Fisher, Rebecca Bloom (stagione 2-in corso) |  |
| Italia        | Rai 2, Rai YoYo, DeA Junior                                                                             | italiano                                   | Masha e Orso                                   | Luca Tesei (Stagione 1-2), Sara Tesei (Stagione 3-6), Luna Massari (Stagione 9-in corso), Ilaria Dell'Orco (I racconti di Masha), Sofia Fronzi (Le canzoni di Masha e Stagione 7-8), Alessia Leone (Masha e Orso - Racconto d'inverno) |  |
| Malta         | Rai 2, Rai YoYo, DeA Junior                                                                             | italiano                                   | Masha e Orso                                   | Luca Tesei (Stagione 1-2), Sara Tesei (Stagione 3-6), Luna Massari (Stagione 9-in corso), Ilaria Dell'Orco (I racconti di Masha), Sofia Fronzi (Le canzoni di Masha e Stagione 7-8), Alessia Leone (Masha e Orso - Racconto d'inverno) |  |
| Monaco        | Rai 2, Rai YoYo, DeA Junior                                                                             | italiano                                   | Masha e Orso                                   | Luca Tesei (Stagione 1-2), Sara Tesei (Stagione 3-6), Luna Massari (Stagione 9-in corso), Ilaria Dell'Orco (I racconti di Masha), Sofia Fronzi (Le canzoni di Masha e Stagione 7-8), Alessia Leone (Masha e Orso - Racconto d'inverno) |  |
| Francia       | France 5, PIWI+, Canal+                                                                                 | francese                                   | Masha et Michka                                | Lévanah Solomon |  |
| Svizzera      | RTS, SRF                                                                                                | francese                                   | Masha et Michka                                | Lévanah Solomon |  |
| Canada        | Télé Quebec, Teletoon                                                                                   | francese                                   | Masha et Michka                                | Lévanah Solomon |  |
| Belgio        | VRT, RTBF                                                                                               | francese                                   | Masha et Michka                                | Lévanah Solomon |  |
| Paesi Bassi   | VRT, NPO Zappelin                                                                                       | olandese                                   | Masha en de beer                               | Elaine Hakkaart |  |
| Lussemburgo   | VRT, NPO Zappelin                                                                                       | olandese, francese                         |                                                | |  |
| Spagna        | Panda                                                                                                   | spagnolo                                   | Masha y el Oso                                 | Giselle Nieto (Stagione 1-2 e mezzo), Isabel F. Keele (Stagione 2 e mezzo-3), Oriana Medina (Stagione 4-in corso), Nicole Apollonio (I racconti di Masha e Le storie di paura di Masha) Laura Coria (Spagna, Stagione 1-4), Lucía Pérez (Stagione 5-in corso) |  |
| Argentina     | Boomerang Latinoamerica, Cartoon Network, Cartoonito                                                    | spagnolo                                   | Masha y el Oso                                 | Giselle Nieto (Stagione 1-2 e mezzo), Isabel F. Keele (Stagione 2 e mezzo-3), Oriana Medina (Stagione 4-in corso), Nicole Apollonio (I racconti di Masha e Le storie di paura di Masha) Laura Coria (Spagna, Stagione 1-4), Lucía Pérez (Stagione 5-in corso) |  |
| Cile          | Boomerang Latinoamerica, Cartoon Network, Cartoonito                                                    | spagnolo                                   | Masha y el Oso                                 | Giselle Nieto (Stagione 1-2 e mezzo), Isabel F. Keele (Stagione 2 e mezzo-3), Oriana Medina (Stagione 4-in corso), Nicole Apollonio (I racconti di Masha e Le storie di paura di Masha) Laura Coria (Spagna, Stagione 1-4), Lucía Pérez (Stagione 5-in corso) |  |
| Perù          | Boomerang Latinoamerica, Cartoon Network, Cartoonito                                                    | spagnolo                                   | Masha y el Oso                                 | Giselle Nieto (Stagione 1-2 e mezzo), Isabel F. Keele (Stagione 2 e mezzo-3), Oriana Medina (Stagione 4-in corso), Nicole Apollonio (I racconti di Masha e Le storie di paura di Masha) Laura Coria (Spagna, Stagione 1-4), Lucía Pérez (Stagione 5-in corso) |  |
| Brasile       | Boomerang Latinoamerica, Cartoon Network, Cartoonito                                                    | portoghese                                 | Masha e o Urso                                 | Sílvia Abravanel (Brasile), Ana Vieira (Portogallo, Stagione 1-3), Inês Marques (Portogallo, Stagione 4-in corso) |  |
| Portogallo    | Boomerang Portugal, SIC, Panda                                                                          | portoghese                                 | Masha e o Urso                                 | |  |
| Germania      | KiKA, Boomerang Deutschland                                                                             | tedesco                                    | Mascha und der Bär                             | Amelie Dörr (Stagione 1-3 e mezzo), Amelie Sophie von Redecker (meta Stagione 3) Lana Finn Marti (fine Stagione 3-in corso) |  |
| Corea del Sud | EBS | coreano                                    | 마샤와 곰                                      | Pak Yong (박나연) |  |
| Danimarca     | DR | danese                                     | Masha og Bjørnen                               | Laura Wendel Thygesen (Stagione 1-2), Andrea Chacon Hansen (Stagione 3-in corso) |  |
| Norvegia      | NRK Super                                                                                               | norvegese                                  | Masha og Mishka                                | Emma Krokeide |  |
| Finlandia     | MTV3 Juniori                                                                                            | finlandese                                 | Maša ja Karhu                                  | |  |
| Svezia        | SVT Barnkanalen                                                                                         | svedese                                    | Masha och Björnen                              | Maia Palm |  |
| Polonia       | TVP ABC                                                                                                 | polacco                                    | Masza i Niedźwiedź                             | Joanna Pach (Stagione 1), Zuzanna Jaźwińska (Stagione 2), Zuzanna Jaźwińska (Stagione 3), Katarzyna Wincza (Stagione 4), Sabina Bednarz (Stagione 5-in corso) |  |
| Ungheria      | TV2 | ungherese                                  | Mása és Medve                                  | Szűcs Anna Viola |  |
| Rep. Ceca     | ČT1 | ceco                                       | Máša a medvěd                                  | Ella Rajnošková |  |
| Serbia        | Happy Kids TV                                                                                           | serbo                                      | Маша и медвед                                  | Alinasana Alimelopoe |  |
| Slovenia      | RAI, Disney Italia, Dea Kidz, Cartoon Network, cinema                                                   | italiano, inglese, sloveno                 | Masha e Orso-Masha and the Bear-Maša in Medved | Maia Palm (Stagione 1) Meleah Myhrberg (Stagione 2-in corso), Billie Dean (I racconti di Masha), Julie Yu (Le canzoni di Masha), Stina Ståhlgren (Canzoni per bambini) |  |
| Romania       | Minimax                                                                                                 | rumeno                                     | Mașa și ursul                                  | Ioana Dudaș (Stagione 1-3), Ștefania Olar (Stagione 4-in corso) |  |
| Azerbaigian   | İctimai Televiziya və Radio Yayımları Şirkəti                                                           | azero                                      |                                                | |  |